# Matthias Stollenwerk
Matthias Stollenwerk (* 1901 in Aachen; † unbekannt) war ein deutscher Radrennfahrer.

## Sportliche Laufbahn
Stollenwerk war im Straßenradsport aktiv. 1922 siegte er im Eintagesrennen Rund um Köln im Rennen der Amateure. 1925 belegte er den dritten Rang. In der Rheinischen Straßenmeisterschaft 1921 wurde er Zweiter hinter Hans Kinzen. Während seine Karriere als Amateur erzielte er rund 40 Siege in nationalen und internationalen Rennen. Darunter war der Erfolg im Großen Preis der Nationen in Stockholm 1923, wo er für die Nationalmannschaft antrat. Er startete bei den Straßenradsport-Weltmeisterschaften 1923 und kam nach einem Defekt auf den 23. Rang.
Stollenwerk startete für den Verein „RC Zugvogel Aachen 09“ und blieb nach seiner aktiven Karriere dem Radsport in der Organisation von Radrennen verbunden.